# Star Wars: Epizoda IV – Nová naděje
Star Wars: Epizoda IV – Nová naděje (původně jen Hvězdné války, v anglickém originále Star Wars Episode IV: A New Hope, původně jen Star Wars) je americký sci-fi film z roku 1977, první ze série Star Wars. Byl natočen společností Lucasfilm režiséra George Lucase. Film se stal revolučním ve svém žánru, sklidil velký úspěch. Jeho výroba trvala přes dva roky. Je znám díky svým revolučním speciálním efektům, které byly na svou dobu přelomové. Film byl v roce 1997 zdigitalizován a efekty byly vylepšeny.

## Příběh
Čtvrtá epizoda začíná útokem imperiálního hvězdného destruktoru temného Sithského lorda Dartha Vadera na corellianskou korvetu aldeeranské princezny Leii. Povstalci bitvu prohrají a lord Vader osobně popraví kapitána lodi. Krátce poté je zajata sama princezna, která je následně obviněna ze spolupráce se skupinou povstalců a krádeže důležitých tajných informací.
Během bitvy vypustí korveta záchranný modul, který je obývaný dvojicí robotů – R2-D2 a C-3PO. Uvnitř R2-D2 jsou uschovány plány obrovské imperiální stanice s názvem Hvězda smrti (Death Star), jež je budována pod velením Velkomoffa Tarkina. Záchranný modul přistane na planetě Tatooine, kde se roboti setkají s domorodými Jawy.
Na planetě zatím žije na farmě se svými adoptivními rodiči poklidným životem mladý Luke Skywalker. To se změní, když jednoho dne při obchodu s Jawy, kdy hodlají nakoupit roboty, kteří mají vypomáhat na farmě, narazí zrovna na ty, kteří utekli z bitvy nad Tatooine. Ti se mermomocí chtějí dostat k povstalcům, kteří vedou válku proti Impériu. Ukazuje se, že R2-D2 má v sobě poselství, které má být přehrané jistému Obi-Wan Kenobimu, což vzbudí Lukův zájem. Brzy mu dojde, že toho člověka zná pod jménem starý Ben Kenobi. Odveze tedy roboty k němu a tam se dozvídá plné znění zprávy – princezna Leia žádá Kenobiho o pomoc, neboť je unesena imperiálními silami. Považuje ho za svou poslední naději. Když se Luke vrátí na farmu, je již zničená vojsky Impéria, kteří pátrají po oněch robotech.
Obi-Wan Kenobi je starý rytíř Jedi a do svého umění zasvětí i Luka. Potom odlétají s pomocí najatého pilota, který se po dlouhém domlouvání uvolí je svézt za absurdně vysokou cenu (17 000 kreditů), aby splatil dluh pašeráckému bossovi jménem Jabba Hutt. Pilot, Han Solo, je veze na planetu Alderaan, kde se má nacházet povstalecký kontakt (loď se jmenuje Millennium Falcon, ve starém českém dabingu Malý sokol, a je to neuvěřitelný vrak, který se po cestě skoro rozpadá). Během cesty hyperprostorem pocítil skrze Sílu Obi-Wan smrt milionů lidí.
Když se Falcon vynoří z hyperprostoru, Alderaan není nikde, zbyl po něm pouze pás asteroidů. Poté narazí na malou průzkumnou stíhačku Impéria. Rozhodnou se ji pronásledovat, ale zavede je do pasti, kterou tvoří Hvězda smrti – bitevní stanice velká jako celý měsíc, schopná svojí mohutnou silou zničit celou planetu - včetně zdevastovaného Alderaanu -, je to ta nejničivější zbraň, jakou Impérium má. Posádka Falcona se slídícím vojákům schová ve skrytých pašeráckých úkrytech v lodi a pak se dostanou do komunikačního centra. Zatímco se Ben (Obi-Wan) Kenobi snaží vypnout generátor magnetického pole, které drží Falcona na Hvězdě smrti, zjistí Luke, že princezna je vězněna na stanici. Přemluví Hana Sola, aby mu pomohl s jejím osvobozením.
Krátce poté, co se záchranná akce zdaří, se skupina nedopatřením dostane do kanalizačního systému a do drtiče odpadků. Roboti R2-D2 a C-3PO, kteří s nimi cestují celou dobu, se nabourají do systému stanice a osvobodí je. V přestrojení potom všichni unikají do Falcona, aby rychle unikli Darth Vaderovi a opustili Hvězdu smrti. Obi-Wan se obětuje, aby jim získal čas, a svádí boj proti svému bývalému padawanovi (učni) Anakinu Skywalkerovi, který je však nyní znám jako Darth Vader. Ještě před odletem Luke uvidí umírat Obi-Wana, kterého zabije Vader. Han Solo odlétá na základnu povstalců, kde je naplánován útok na stanici. Hvězda smrti se ale přesunula na oběžnou dráhu plynného obra Yavin, okolo kterého obíhá měsíc s povstaleckou základnou, protože ve Falconovi byl tajně nainstalovaný radiomaják. Stíhače vzbouřenců zaútočí, aniž by byly očekávány, a proniknou přímo do středu stanice, i když utrpí těžké ztráty, zvláště prototypem stíhačky lorda Vadera. Nakonec zbývá jen Luke a jeho dva wingmani. Jeden zahyne a druhý se musí vrátit, proto Luka zachrání Han Solo, který znenadání přiletí a téměř zabije lorda Vadera. Luke pouze stihne odpálit dvě protonová torpéda do chladicí šachty reaktoru a následná řetězová reakce Hvězdu smrti zničí. Po boji jsou Luke a Han vyznamenáni medailemi, které jim předá samotná princezna Leia.

## Obsazení
| Mark Hamill      | Luke Skywalker: Skywalker je mladý muž, který pracuje se svým strýcem na farmě na pouštní planetě Tatooine a sní o lepším životě, než je ten současný.                                            |
| Harrison Ford    | Han Solo: Solo je sobecký pašerák, který se setká s Obi-Wanem a Lukem, kteří podtřebují rychle odletět. Solo, vlastník lodi Millennium Falcon, je dobrým přítelem Chewbaccy, pilotem lodě.        |
| Carrie Fisher    | Princess Leia Organa: Organa je člen Imperiálního senátu a vůdce Rebelské aliance. Plánuje použít ukradené plány stanici Hvězdy smrti k nalezení její slabiny.                                    |
| Alec Guinness    | Obi-Wan "Ben" Kenobi: Kenobi je muž, který sloužil jako rytíř Jedi během Klonové války. Kenobi vede Luka k útěku z planety Tatooine.                                                              |
| Peter Cushing    | Grand Moff Tarkin: Tarkin je voják Hvězdy smrti a regionální guvernér. Jeho cílem je najít základnu rebelů a zničit ji.                                                                           |
| David Prowse     | Darth Vader. Vader je temný lord Sithů a hlavní postava v Galaktické říši, který doufá, že zničí Rebelskou alianci.                                                                               |
| James Earl Jones | hlas Dartha Vardera |
| Anthony Daniels  | C-3PO: C-3PO je protokolový droid, který padl do rukou Luka Skywalkera. Je parťák a přesný opak droida R2-D2.                                                                                     |
| Kenny Baker      | R2-D2: R2-D2 je mechanický droid, který padl do rukou Luka. Chrání tajnou zprávu pro Obi-Wan Kenobiho. Jako u C-3PO, je během první trilogie parťákem a přesný opak C-3PO: je odvážný a paličatý. |
| Peter Mayhew     | Chewbacca: Chewbacca je Wookiee pilot is Millennium Falcona a blízký přítel Hana Sola. |
| Denis Lawson     | Wedge Antilles: Antilles je hvězdný pilot, který bojuje poboku Luka v bitvě u Yavinu. Na konci titulek je Lawsovo křestní jméno zkomoleno jako "Dennis".                                          |

## Lucasova tvrzení
Lucas často tvrdil, že celá originální trilogie byla napsána jako jeden film, ale protože by návrh Hvězdný válek trval moc dlouho, rozdělil film do tří částí. Nicméně žádný z Lucasových rozdělených návrhů neměl více stránek nebo scén než jeho originální návrh. Michael Kaminski argumentuje ve své knize The Secret History of Star Wars, která film detailně popisuje, že některé části se šetřily pro pokračování. Např. pronásledování v poli asteroidů bylo přesunuto do filmu Impérium vrací úder nebo lesní bitva s Ewoky byla přesunuta do Návrat Jediů. Žádné jiné významnější změny v scénáři nebyly a Lucas samotný ve skutečnosti toto příležitostně připustil.

## Dopad
První Hvězdné války byly revolučním filmem. I když se některé scény opakovaly, efekty neměly obdoby, Hvězdné války nasadily trikařskou laťku hodně vysoko a staly se kultovním filmem. Navíc tvůrci filmu prodali práva různým společnostem, takže se prodala spousta Star Wars triček, figurek, suvenýrů apod. Ze zisků prvního filmu Lucas natočil dva následující.

## Ocenění
Hvězdné války získaly sedm cen americké akademie - Oskarů. V kategorii Nejlepší výprava cenu dostali John Barry, Norman Reynolds, Leslie Dilley a Roger Christian. Za Nejlepší kostýmy byl oceněn John Mollo. Cena za Nejlepší střih připadla Paulovi Hirschovi, Marcii Lucasové a Richardovi Chewovi. John Stears, John Dykstra, Richard Edlund, Grant McCune a Robert Blalack získali ocenění za Nejlepší vizuální efekty. John Williams získal svůj třetí Oskar za Nejlepší původní hudbu. Za Nejlepší zvuk byli odměnění Don MacDougall, Ray West, Bob Minkler a Derek Ball. A Zvláštní cenou za střih zvukových efektů byl oceněn Ben Burtt. Nominace na cenu získali Alec Guinness za Nejlepšího herce ve vedlejší roli, George Lucas za Nejlepší scénář a Nejlepší režii. Film neproměnil nominaci v kategorii Nejlepší film, kterou vyhrál film Annie Hallová. Na ceně Zlatého glóbu byl film nominován za: Nejlepší film žánru drama, Nejlepší režii, Nejlepší vedlejší roli (Alec Guinness) a za Nejlepší hudbu. Vyhrál v kategorii Nejlepší hudbu. Získal šest nominací BAFTA: Nejlepší film, Nejlepší střih, Nejlepší kostýmy, Nejlepší výprava, Nejlepší zvuk a Nejlepší hudba, film vyhrál v posledních dvou uvedených kategoriích. Soundtrack Johna Williamse vyhrála cenu Grammy za Nejlepší album.

## Dabing
| Postava                         | 1. dabing              | 2. dabing              | 3. dabing        |
| ------------------------------- | ---------------------- | ---------------------- | ---------------- |
| Luke Skywalker                  | Michal Dlouhý          | Michal Dlouhý          | Petr Lněnička    |
| Han Solo                        | Pavel Soukup           | Pavel Soukup           | Michal Dlouhý    |
| Leia Organa                     | Veronika Freimanová    | Dana Černá             | Nikola Votočková |
| Darth Vader                     | Bohumil Švarc          | Bohumil Švarc          | Jiří Klem        |
| Wilhuff Tarkin                  | Ilja Prachař           | Jiří Holý              | Jan Vlasák       |
| Obi-Wan Kenobi                  | Otakar Brousek         | Bedřich Šetena         | Jiří Schwarz     |
| C-3PO                           | Michal Pavlata         | Gustav Bubník          | Tomáš Juřička    |
| strýc Owen                      | Oldřich Vlach          | Miroslav Středa        | Stanislav Lehký  |
| teta Beru                       | Jaroslava Obermaierová | Jaroslava Obermaierová | Petra Jindrová   |
| generál Motti                   | ?                      | Martin Kolár           | Marek Libert     |
| hlas z ampliónu na Hvězdě smrti | Jiří Holý              | Martin Kolár           | Jakub Saic       |
| generál Tagge                   | ?                      | ?                      | Libor Terš       |

## Současné hodnocení
V roce 2002 byly Hvězdné války a Impérium Vrací úder vyhlášeny Channel 4 ze Nejlepší film mezi 100 Nejlepšími filmy.
Hodnocení podle American Film Institute (AFI):
- AFI 100 let…100 Filmů (1998) – #15
- AFI 100 let…100 Napínavých filmů (2001) – #27
- AFI 100 let…100 Hrdinů a padouchů (2003):
  - Han Solo – #14 hrdina
  - Obi-Wan Kenobi – #37 hrdina
  - Darth Vader – #3 Padouch
- AFI 100 Years…100 Filmových hlášek (2004):
  - "May the Force be with you." – #8
- AFI 100 let filmových výdělků (2005) – #1
- AFI 100 let…100 Filmů (2007) – #13
- AFI 10 Top 10 (2008) – #2 Sci-Fi film